# Четиринадесет чинара
Четиринадесет чинара е природна забележителност в България. Разположена е в землището на село Мендово, област Благоевград.
Разположена е на площ 0,3 ha. Обявена е на 22 декември 1983 г. с цел опазване на вековни чинари със средна височина 25 m, среден диаметър 1,3 m и възраст 400 години.
На територията на природната забележителност се забраняват всякакви дейности, като нараняване на стъблото, кастрене, чупене на клони и други, които биха довели до повреждане или унищожаване на вековните дървета.